# Amitiés particulières (thème littéraire)
Les amitiés particulières est un thème de la littérature qui s'est surtout développé à partir de la fin du XIXe siècle. 

## L'expression «amitiés particulières»
L’expression « amitié particulière » est très ancienne. On en trouve des occurrences chez de nombreux auteurs du XVIIIe siècle qui se flattaient de bénéficier de l’amitié particulière d’un personnage haut placé. Elle n’a pris une tournure défavorable que dans un contexte religieux, celui des monastères ou des écoles religieuses. Ce genre d’amitié était en effet considéré comme un vol fait à la communauté : « dès qu’un élève sort du groupe et en fait sortir un camarade, il frustre aussitôt tous les autres de la somme de sympathies, de camaraderie qu’il leur donnait auparavant. » C’est en ce sens que Ernest Renan emploie l’expression : « Il a fallu bien plus d’indulgences à mes amis pour me pardonner un autre défaut : je veux parler d’une certaine froideur non à les aimer, mais à les servir. Une des choses les plus recommandées au séminaire était d’éviter les « amitiés particulières ». De telles amitiés étaient présentées comme un vol fait à la communauté. Cette règle m’est restée très profondément gravée dans l’esprit ».
En même temps, dès le XVIIIe siècle, l’expression a pris la signification d’un vice, et les amitiés particulières ont donc été condamnées en tant que péché dans les communautés religieuses, ainsi que le pointe du doigt le révérend père  Avrillon : « aimer son prochain plus qu’on ne doit l’aimer, ce n’est pas une vertu mais un vice ; ce n’est pas une amitié louable mais une passion adroitement déguisée, sous des prétextes ou saints, ou du moins honnêtes, qui porte quelquefois à des égarements considérables & pour soi & pour autrui ».
Le père Joseph François Lafitau dans son livre sur les mœurs des Indiens natifs américains paru en 1740 emploie l’expression très clairement en lieu et place du mot pédérastie, mais il s’agit-là d’un hapax.
Ce bref historique explique que les premiers romans qui ont eu une amitié particulière pour thème principal se situent tous dans un collège d’enseignement religieux, du roman de Louis Beysson à celui de Roger Peyrefitte.

## Le sujet
Le sujet romanesque développé concerne les relations amicales devenant amoureuses et exclusives entre des enfants d'âge proche, le plus souvent dans le cadre du collège, de l'internat ou du scoutisme, les protagonistes ayant entre 10 et 16 ans. Dans de nombreux cas, une base autobiographique existe. Cette relation concerne les garçons entre eux, ou les filles entre elles, mais elle ne s'utilise pas dans le cas d'un amour juvénile hétérosexuel. Quand ce type d'amitié se déroule entre garçons plus âgés on parle d'amitiés viriles, ou d'homosexualité. Quand un des acteurs est adulte et l'autre encore enfant, il s'agit de pédophilie ou de pédérastie.
D'une manière presque systématique, ces relations se heurtent à l'incompréhension des parents et des éducateurs, souvent elles ont un dénouement tragique.
En 1873, le docteur J. Agrippa publie un ouvrage qui donne une description moralisatrice de la vie du collégien, La Première Flétrissure. Selon lui, l'internat est un lieu d'apprentissage du vice et de dépravation morale. L'auteur décrit plusieurs formes de relations entre collégiens qu'il réprouve et noircit, il n'emploie pas la formule amitié particulière qui n'est pas encore d'usage.

## Les antécédents historiques
- L'amitié amoureuse qui relia Alexandre le Grand et Héphestion au long de leur prime jeunesse puis se prolongea adulte est le modèle classique de l'amitié particulière. Cette relation est particulièrement développée dans La Jeunesse d'Alexandre de Roger Peyrefitte[7]

## Chronologie dans la littérature occidentale
- Un des premiers textes rattachés aux amitiés particulières est Geri ou un premier amour de Louis Beysson (1856-1912), une nouvelle parue à Lyon en 1876, puis re-publiée en 1884 dans une version plus aboutie[8]. Son action se passe dans un collège religieux.
- En 1885, Abel Hermant publie aux éditions Dentu La Mission de Cruchod (Jean-Baptiste)[9]. Abel Hermant a remanié son roman en 1895, le publiant sous le nouveau titre de Le Disciple bien-aimé.
- En 1901, Achille Essebac publie Dédé, un roman qui eut un grand succès dans le premier tiers du XXe siècle puis tomba en désuétude[10].
- En 1913, Amédée Guiard, un professeur de grec à l’Institution Notre-Dame de Sainte-Croix de Neuilly[11], publie Antone Ramon, il y exprime le point de vue de la gauche catholique française et du « Sillon » (le mouvement démocrate et chrétien de Marc Sangnier) sur les amitiés particulières entre adolescents[12].
- Henry de Montherlant commence dès 1912 une longue série d’écrits inspirés de son histoire personnelle. Il ne publie cela qu'à partir de 1951, sous forme de pièce de théâtre : La Ville dont le prince est un enfant, puis en 1969 en roman : Les Garçons.
- En 1946, Roger Peyrefitte reçoit le prix Renaudot pour son roman Les Amitiés particulières qui remporte un grand succès d’édition et est adapté au cinéma en 1964.
- En 1948, Jacques Brenner publie L'Année commence au mois d'octobre, premier volume d'une trilogie romanesque d'inspiration autobiographique : Les Portes de la vie (éditions de Minuit). Ce volume évoque la vie collégienne provinciale sous l'Occupation avec une attention particulière aux amours homosexuelles platoniques.
- En 1949, Dorothy Bussy publie sous le pseudonyme d’Olivia le roman Olivia, sur la passion d’une jeune pensionnaire anglaise pour l’une de ses enseignantes.
- En 1954, Violette Leduc écrit son roman Ravages. La première partie, qui raconte la passion entre deux collégiennes, est refusée par l’éditeur, qui ne la publie qu'en 1966 dans une version censurée, Thérèse et Isabelle.
- En 1975, Conrad Detrez publie Les Plumes du coq, un roman autobiographique qui se passe dans l’internat d’un séminaire belge. L’auteur qui a 15 ans évoque d’une façon fantasmagorique et baroque le climat malsain où la sexualité réprimée encourage les amitiés particulières entre les séminaristes.
- En 1977, Jacques Brenner explore, dans La Rentrée des classes (éditions Grasset), les sentiments d'un collégien de 12 ans pour sa mère et pour un de ses camarades, sujet d'une amitié passionnée.
- En 2014, Daniel Cordier publie Les Feux de Saint-Elme, Paris,  éd. Gallimard. Âgé de plus de 90 ans, il revient sur ses années dans un collège catholique et l'amour passionnel qu'il éprouva pour un camarade.